# أندرو جاكسون فولك
أندرو جاكسون فولك هو سياسي أمريكي، ولد في 26 نوفمبر 1814 في بنسيلفانيا في الولايات المتحدة، وتوفي في 5 سبتمبر 1898 في ينكتون في الولايات المتحدة. نشط حزبياً في الحزب الجمهوري والحزب الديمقراطي. وقد انتخب Governor of Dakota Territory ‏ (3 سبتمبر 1866 – 10 مايو 1869).